# 费尔纳
费尔纳（德語：Ferna）是德国图林根州的市镇，隶属于艾希斯费尔德县。总面积为4.43平方千米，截至2023年12月31日总人口为533人。